# كين روز (لاعب كرة قدم أمريكية)
كين روز (بالإنجليزية: Ken Rose)‏ هو لاعب كرة قدم أمريكية أمريكي، ولد في 9 يونيو 1962 في ساكرامنتو في الولايات المتحدة.

## وصلات خارجية
- كين روز على موقع مرجع كرة القدم المحترفة.كوم (الإنجليزية)